# 埼玉県立岩槻特別支援学校
埼玉県立岩槻特別支援学校（さいたまけんりつ いわつきとくべつしえんがっこう）は、かつて埼玉県さいたま市岩槻区にあった公立特別支援学校。2016年12月27日、埼玉県立小児医療センターのさいたま新都心への移転に伴い廃校。跡地に埼玉県立上尾かしの木特別支援学校並びに埼玉県立春日部特別支援学校の通学区域を分割した新しい特別支援学校として「埼玉県立岩槻はるかぜ特別支援学校」が2023年4月に開校。

## 沿革
- 1983年（昭和58年）4月1日 - 「埼玉県立岩槻養護学校」が開校。
- 2006年（平成18年）4月1日 - 埼玉県立精神医療センター内での訪問教育を開始。 伊奈訪問部を開設。
- 2009年（平成21年）4月1日 - 「埼玉県立岩槻特別支援学校」に改称。
- 2016年（平成28年）
  - 4月1日 - 伊奈訪問部が伊奈分校として本校より分離独立。
  - 12月26日 - 埼玉県立小児医療センターのさいたま新都心への移転に伴い廃校[1]。
  - 12月27日 - 後身校となる「埼玉県立けやき特別支援学校」が開校[1]。
- 2023年（令和5年）4月1日 - 「埼玉県立岩槻はるかぜ特別支援学校」が、旧校舎を活用して開校。

## 学部
- 小学部
- 中学部